# Арістід Бріан
Арістід Бріан (фр. Aristide Briand; 28 березня 1862 — 7 березня 1932) — французький політик, один із лідерів Французької секції робітничого інтернаціоналу.
Арістід Бріан 11 разів обіймав посаду прем'єр-міністра, кілька разів був міністром закордонних справ Франції. Разом із Жаном Жоресом заснував газету «Юманіте». Лауреат Нобелівської премії Миру за 1926 рік. Один з «батьків-фундаторів» європейської інтеграції. Був прихильником «Федеративної Європи» (Сполучених Штатів Європи), концепцію якої запропонував Лізі Націй у 1929 році. У документі, званому «Меморандумом Бріана», пропонував створити «тривалі уряди солідарності на базі міжнародних угод». 20 тис. км нових кордонів, що виникли в Європі внаслідок Версальського миру, вважав негативним явищем. Стверджував, що у федеративній Європі держави-члени мають зберігати свій суверенітет і цілковиту політичну незалежність, однак слід забезпечити вільне переміщення товарів, капіталів та осіб. Проте Ліга Націй не зважила на пропозицію Бріана.
Андрей Шептицький мав з ним перемовини стосовно долі Галичини на початку 1920-х років.